# Vytautas Astrauskas
Vytautas Astrauskas (ur. 30 września 1930 w Szawlach, zm. 7 sierpnia 20171) – litewski działacz partyjny i państwowy, przewodniczący Prezydium Rady Najwyższej Litewskiej SRR w latach 1987–1990.

## Życiorys
W 1960 ukończył Wyższą Szkołę Partyjną KPZR w Wilnie. W 1974 został absolwentem wileńskiej filii Moskiewskiego Instytutu Spółdzielczości.
Od wczesnej młodości zaangażowany w działalność partyjną. W latach 50. był etatowym pracownikiem aparatu partyjnego: początkowo w Komitecie Obwodowym Komunistycznej Partii Litwy w Szawlach, a następnie w Komitecie Centralnym. Od 1960 do 1966 kierował Komitetami Rejonowymi partii w Szadowie i Radziwiliszkach. W latach 1966–1981 pracował w aparacie KC: do 1971 stał na czele wydziału handlu i gospodarki komunalnej, a następnie na czele wydziału pracy organizacyjno-partyjnej. Od 1981 pełnił obowiązki sekretarza KC ds. rolnictwa. W latach 1971–1981 pozostawał zastępcą członka Biura Politycznego KC KPL, a od 1981 do 1989 członkiem tego gremium.
W 1963 po raz pierwszy mianowany w skład Rady Najwyższej Litewskiej SRR, w której zasiadał do 1990. Od 1987 do 1990 stał na czele litewskiego parlamentu jako przewodniczący Prezydium Rady Najwyższej. W latach 1988–1989 był deputowanym ludowym do Rady Najwyższej ZSRR z okręgów Litwy.
Na XX zjeździe KPL w grudniu 1989 poparł pomysł autonomizacji litewskiej partii komunistycznej od KPZR.